# Ronde du Maestrazgo
La Ronde du Maestrazgo (en espagnol : Ronda al Maestrazgo) est une course cycliste espagnole disputée près de Benicarló, dans la Communauté valencienne. Créée en 1972, elle est organisée par l'UC Benicarló,. 
Par le passé, certaines éditions se sont déroulées sur plusieurs étapes. L'édition 2012 sert de parcours pour le championnat régional de la Communauté valencienne. En 2021, elle refait son apparition au mois de juin après trois années d'interruption.

## Palmarès
| Année     | Vainqueur               | Deuxième                | Troisième                 |
| --------- | ----------------------- | ----------------------- | ------------------------- |
| 1972      | Francisco Esclapes      |                         |                           |
| 1973      | Luis Casas              |                         |                           |
| 1974      | Antonio Jiménez Luján   |                         |                           |
| 1975      | Custodio Mazuela        |                         |                           |
| 1976      | Jorge Fortià (en)       |                         |                           |
| 1977      | Vicente Arquimbau       |                         |                           |
| 1978      | Carlos Greus            |                         |                           |
| 1979      | Félix Subies            |                         |                           |
| 1980      | Antonio Rumbo           |                         |                           |
| 1981      | José Recio              |                         |                           |
| 1982      | Sabino Angoitia         |                         |                           |
| 1983      | Jokin Mujika            |                         |                           |
| 1984      | Jesús Ignacio Alonso    |                         |                           |
| 1985      | Björn Bäckman           |                         |                           |
| 1986      | Aurelio Robles          |                         |                           |
| 1987      | Pedro Antonio Marquina  |                         |                           |
| 1988      | Víctor Gonzalo (es)     |                         |                           |
| 1989      | Joaquim Martínez        |                         |                           |
| 1990      | José Luis Ortego        |                         |                           |
| 1991      | Juan Rodrigo Arenas     |                         |                           |
| 1992      | José Viladoms           |                         |                           |
| 1993      | Miguel Ángel Peña       |                         |                           |
| 1994      | José Viladoms           |                         |                           |
| 1995      | José Urea               |                         |                           |
| 1996      | Eduardo Hernández       |                         |                           |
| 1997      | Niklas Axelsson         |                         |                           |
| 1998      | Juan Manuel Cuenca      |                         |                           |
| 1999      | pas de course           | pas de course           | pas de course             |
| 2000      | Javier Vázquez          |                         |                           |
| 2001      | Jaume Rovira            |                         |                           |
| 2002      | José Mario Box          |                         |                           |
| 2003      | Vicente Ballester       | Isidro Cerrato          | David Gutiérrez           |
| 2004      | Pedro Luis Castillo     | José Cánovas            | Raúl García de Mateos     |
| 2005      | Sergio Casanova         | Dermot Nally            | José Hernández            |
| 2006      | pas de course           | pas de course           | pas de course             |
| 2007      | Francisco José González | Jordi Berenguer         | Luis Maldonado            |
| 2008      | David Belda             | Antonio García Martínez | Antonio López Carrasco    |
| 2009      | José Belda              | Sergio Mantecón         | Rafael Rodríguez          |
| 2010      | Eloy Teruel             | William Aranzazu        | Antonio Miguel Parra (en) |
| 2011      | José Belda              | Iván Díaz               | Josep Betalú              |
| 2012      | Pedro Gregori           | José Belda              | José Luis Ruiz            |
| 2013      | Francisco García Rus    | Víctor Martínez         | David López Gómez         |
| 2014      | Pedro Gregori           | Vicente Pastor          | Sergio Casanova           |
| 2015      | David Santillana        | Sebastián Mora          | Marcos Altur              |
| 2016      | Sergey Belykh           | Eric Valiente           | Serafim Aleksyuk          |
| 2017      | Álvaro Marzá            | Mario García            | Jaume Bonnin              |
| 2018-2020 | pas de course           | pas de course           | pas de course             |
| 2021      | Benjamín Prades         | José María Martín       | Alejandro Franco          |
| 2022      | Josué Gómez             | Andrew Vollmer          | Sergio Geerlings          |
| 2023      | Víctor Castellano       | Victor Paula            | Óscar Moscardo            |
| 2024      | Oliver Stenning         | Alexander Galea         | Izan Monroig              |
| 2025      | Christopher Morales     | Nicholas Narraway       | Pedri Crause              |